# Combat du 17 novembre 1865
Guerre hispano-sud-américaine (1865-1866)
Batailles
m
- Tomé
- Papudo
- Chiloé (1re)
- Abtao
- Chiloé (2e)
- Paquete del Maule
- Valparaíso
- Callao
- Tornado

l'Action militaire du 17 novembre 1865 était un combat naval mineur de la guerre hispano-sud-américaine qui a eu lieu sur la côte chilienne, entre Tomé et Talcahuano, lorsque le remorqueur chilien Independencia a capturé un bateau d'artillerie espagnol envoyé par la frégate à hélices Resolución pour empêcher le trafic de petits navires dans la zone.

## L'action militaire
Au début de la guerre, le commandant de l'escadre espagnole, le lieutenant général José Manuel Pareja (es), a déclaré le blocus de toute la côte chilienne et a divisé ses unités entre différents ports. La frégate blindée Resolución a été chargée de bloquer les ports de la baie de Concepción. Pour optimiser l'efficacité du blocus, les espagnols ont armé l'un des bateaux du navire avec une pièce d'artillerie et l'ont envoyé pour empêcher le trafic des navires chiliens de Talcahuano à Penco et Tomé. 
Devant Tomé, le petit remorqueur chilien Independencia s'est approché trop près du bateau espagnol et, devant les coups de feu tirés par celui-ci, a fait semblant de se rendre. Le remorqueur a arrêté ses moteurs, laissant la canonnière s'approcher. Lorsque les marins espagnols se préparèrent à prendre possession de leur proie, ils ont été surpris par une centaine de soldats chiliens armés qui voyageaient à bord de l' Independencia et n'eurent pas d'autre choix que de se rendre. Le bateau et son équipage ont été capturés et emmenés à Constitución.

## Conséquences
La capture du bateau d'artillerie espagnol et de son équipage est évoquée dans l'édition d' El Mercurio du 25 novembre 1865 et dans celle du journal américain The New York Times du 1er janvier de l'année suivante. Le journal espagnol La Época n'a rapporté l'événement que le 19 janvier.
Cet événement fait partie de la série de résultats négatifs que la flotte espagnole a eu lors du blocage des ports chiliens. Le blocus s'est avéré inefficace et a ajouté à d'autres échecs de guerre, tels que le combat de Papudo le 26 novembre, qui a conduit la flotte espagnole à mettre fin au blocus des ports au début de 1866, à la seule exception de Valparaíso.